# Ransäters bruksherrgård

Ransäters bruksherrgård, i dag ofta kallad Geijersgården, är Erik Gustaf Geijers födelsehem utanför Ransäter. Gården, vars huvudbyggnad inrymmer ett museum, ägs och förvaltas av Geijerska släktföreningen.

## Historik
Ransäter var förr järnbruk. Det blev anlagt i mitten av 1600-talet av borgmästaren Johan Börjesson, som något senare även startade Munkfors bruk. Bruket hade tre stångjärnshammare, som lades ner först i slutet av 1800-talet. Bruket köptes av Erik Gustaf Geijers farfar. Det såldes 1817 av hans yngre bror Emanuel till Barthold Dahlgren. Denne var far till Fredrik August Dahlgren, författaren till Värmlänningarna. "Fredrek på Rannsätt" blev senare gift med en systerdotter till Erik Gustaf Geijer. 
Egendomen såldes till Forshaga sulfit AB, men den så kallade Geijersgården köptes 1907 av Geijers släkt. Gården var en lång, vitmålad envåningsbyggnad av trä, omgiven av två röda flyglar och uthuslängor tätt intill gården. Det gamla förfallna huset revs, och sommaren 1914 uppfördes en ny byggnad av delar från den gamla byggnaden. Gården är nu ett museum över Erik Gustaf Geijer, Fredrik August Dahlgren samt målaren Uno Troili. Framför gården står en minnessten över Erik Gustaf Geijer, och intill museet finns ett släktarkiv. 
SVT:s Luciamorgon 1999 sändes härifrån.